# Liste des cavités naturelles les plus longues de Meurthe-et-Moselle
La liste des cavités naturelles les plus longues de Meurthe-et-Moselle recense, sous forme de tableau(x), les cavités souterraines naturelles connues dans ce département français, dont le développement est supérieur ou égal à soixante-dix mètres.
La communauté spéléologique considère qu'une cavité souterraine naturelle n'existe vraiment qu'à partir du moment où elle est « inventée » c'est-à-dire découverte (ou redécouverte), inventoriée, topographiée et publiée. Bien sûr, la réalité physique d'une cavité naturelle est la plupart du temps bien antérieure à sa découverte par l'homme ; cependant tant qu'elle n'est pas explorée, mesurée et révélée, la cavité naturelle n'appartient pas au domaine de la connaissance partagée.
La liste spéléométrique des 17 plus longues cavités naturelles de Meurthe-et-Moselle (≥ soixante-dix mètres) est actualisée à décembre 2019.
La plus longue cavité souterraine naturelle répertoriée dans le département de Meurthe-et-Moselle est « la grotte du Chaos », sur la commune de Gondreville (cf. ligne 1 du tableau ci-dessous).
| \| Histogramme de la répartition des plus longues cavités naturelles de Meurthe-et-Moselle par classe de développement -- Les 17 cavités citées fin 2019 sont réparties en 4 classes de développement -- \| \| \| \| \| \| \| \| \| \| \| \| \| \| \| classe I >= 5 000 m 0 cavité[s] \| classe II >= 2 000 m et < 5 000 m 0 cavités \| classe III >= 1 500 m et < 2 000 m 1 cavités \| classe IV >= 70 m et < 1 500 m 16 cavités \| \| |                                 |                                             |                                              |                                           |  |
| Le graphique qui aurait dû être présenté ici ne peut pas être affiché car il utilise l'ancienne extension Graph, désactivée pour des questions de sécurité. Des indications pour créer un nouveau graphique avec la nouvelle extension Chart sont disponibles ici . |                                 |                                             |                                              |                                           |  |
| Histogramme de la répartition des plus longues cavités naturelles de Meurthe-et-Moselle par classe de développement -- Les 17 cavités citées fin 2019 sont réparties en 4 classes de développement -- |                                 |                                             |                                              |                                           |  |
| |                                 |                                             |                                              |                                           |  |
| | classe I >= 5 000 m 0 cavité[s] | classe II >= 2 000 m et < 5 000 m 0 cavités | classe III >= 1 500 m et < 2 000 m 1 cavités | classe IV >= 70 m et < 1 500 m 16 cavités |  |

## Cavités de Meurthe-et-Moselle (France) de développement supérieur à5 000 mètres
Aucune cavité n'est recensée dans cette « classe I » au 31 décembre 2019.

## Cavités de Meurthe-et-Moselle (France) de développement compris entre2 000 mètreset4 999 mètres
Aucune cavité n'est recensée dans cette « classe II » au 31 décembre 2019.

## Cavités de Meurthe-et-Moselle (France) de développement compris entre1 500 mètreset1 999 mètres
1 cavité est recensée dans cette « classe III » au 31 décembre 2019.
| Réf. | Cavité (autres noms) | Commune     | Massif ou zone | Coordonnées (WGS 84)        | Développe. (mètres) | Dénivel. (mètres) | Sources ou références | Mise à jour |
| ---- | -------------------- | ----------- | -------------- | --------------------------- | ------------------- | ----------------- | --------------------- | ----------- |
| 1    | Grotte du Chaos      | Gondreville |                | 48° 39′ 29″ N, 6° 00′ 01″ E | +1 750, m           | +0036, m          | Fiche CDS 54 & IKARE, | 2015-06     |

## Cavités de Meurthe-et-Moselle (France) de développement compris entre70 mètreset1 499 mètres
16 cavités sont recensées dans cette « classe IV » au 31 décembre 2019.
| Réf. | Cavité (autres noms)                           | Commune                  | Massif ou zone | Coordonnées (WGS 84)        | Développe. (mètres) | Dénivel. (mètres) | Sources ou références                    | Mise à jour |
| ---- | ---------------------------------------------- | ------------------------ | -------------- | --------------------------- | ------------------- | ----------------- | ---------------------------------------- | ----------- |
| 2    | Grotte Sainte-Reine                            | Pierre-la-Treiche        |                | 48° 38′ 43″ N, 5° 56′ 32″ E | +1 260, m           | +0017, m          | Fiche CDS 54                             | 2015-06     |
| 3    | Grotte des Sept Salles                         | Pierre-la-Treiche        |                | 48° 38′ 45″ N, 5° 57′ 13″ E | +1 235, m           | +0019, m          | Fiche CDS 54                             | 2015-06     |
| 4    | Grotte Jacqueline                              | Pierre-la-Treiche        |                | 48° 38′ 44″ N, 5° 56′ 18″ E | +1 155, m           | +0016, m          | Fiche CDS 54                             | 2015-06     |
| 5    | Gouffre du Failly                              | Grand-Failly             |                | 49° 24′ 46″ N, 5° 27′ 36″ E | +0990, m            | +0021, m          | plongeesout.com & IKARE                  | 2019-06     |
| 6    | Grotte des Puits                               | Pierre-la-Treiche        |                | 48° 38′ 43″ N, 5° 56′ 49″ E | +0440, m            | +0020, m          | Fiche CDS 54                             | 2015-06     |
| 7    | Grotte Sainte-Geneviève                        | Essey-lès-Nancy          |                | 48° 42′ 57″ N, 6° 13′ 24″ E | +0250, m            | +0010, m          | Spéléométrie de la France & Fiche CDS 54 | 2015-06     |
| 8    | Grotte des Excentriques                        | Pierre-la-Treiche        |                | 48° 38′ 34″ N, 5° 57′ 02″ E | +0185, m            | +0005, m          | Fiche CDS 54 & IKARE                     | 2015-06     |
| 9    | Doline du Grand Bichet (Gouffre de Joppécourt) | Mercy-le-Bas, Joppécourt |                | 49° 23′ 12″ N, 5° 46′ 28″ E | +0144, m            | NC                | Fiche CDS 54 & IKARE                     | 2015-06     |
| 10   | Gouffre de la Grimo Santé                      | Martincourt              |                | 48° 51′ 50″ N, 5° 56′ 32″ E | +0130, m            | +0039, m          | Fiche CDS 54 & IKARE                     | 2015-06     |
| 11   | Trou du Veau                                   | Colmey                   |                | 49° 27′ 41″ N, 5° 32′ 58″ E | +0100, m            | +0036, m          | Fiche CDS 54 & IKARE                     | 2015-06     |
| 12   | Grotte Carrière Deux Ouvertures                | Pierre-la-Treiche        |                | 48° 38′ 44″ N, 5° 56′ 35″ E | +0100, m            | +0013, m          | Fiche CDS 54 & IKARE                     | 2015-06     |
| 13   | Gouffre AV1                                    | Villette                 |                | 49° 29′ 08″ N, 5° 34′ 29″ E | +0090, m            | +0045, m          | Fiche CDS 54 & IKARE                     | 2015-06     |
| 14   | Gouffre de Rouge Brûlé                         | Viviers-sur-Chiers       |                | 49° 27′ 40″ N, 5° 37′ 29″ E | +0089, m            | +0054, m          | Fiche CDS 54 & IKARE                     | 2015-06     |
| 15   | Trou des Celtes                                | Pierre-la-Treiche        |                | 48° 38′ 35″ N, 5° 57′ 06″ E | +0075, m            | +0003, m          | Fiche CDS 54 & IKARE                     | 2015-06     |
| 16   | Grotte de Rouge Brûlé                          | Viviers-sur-Chiers       |                | 49° 27′ 43″ N, 5° 37′ 30″ E | +0070, m            | +0045, m          | Fiche CDS 54 & IKARE                     | 2015-06     |
| 17   | Grotte du Géant                                | Gondreville              |                | 48° 39′ 44″ N, 6° 00′ 38″ E | +0070, m            | +0003, m          | Fiche CDS 54 & IKARE                     | 2015-06     |